# پورتلند (کامیونیتی)، دوج، ویسکانسین
پورتلند (به انگلیسی: Portland) یک منطقهٔ مسکونی در ایالات متحده آمریکا است که در ویسکانسین واقع شده‌است. پورتلند ۲۴۶٫۸۹ متر بالاتر از سطح دریا واقع شده‌است.